# Mamma ci penso io
Mamma ci penso io es una película italiana de 1992 dirigida por Ruggero Deodato. Está protagonizada por Christopher Masterson, Elizabeth Kemp, John Rothman y Dolly Carroll. La película se estrenó el 9 de octubre de 1992.

## Sinopsis
Un niño llamado Danny Morris (Christopher Masterson) se ve obligado a unirse a un grupo de chicos de la calle después de que su madre (Elizabeth Kemp) es arrestada por contrabando. Su misión consistirá en encontrar al verdadero culpable. 

## Reparto
- Christopher Masterson - Danny Morris
- Elizabeth Kemp - Jane Morris
- John Rothman - Cónsul de Estados Unidos
- Dolly Carroll - Pearl Morris

- Datos: Q28501328